# Kozloduiți, Dobrici
Kozloduiți (în bulgară Козлодуйци, în română Osman-Facî) este un sat în comuna Dobricika, regiunea Dobrici, Dobrogea de Sud, Bulgaria. 
Între anii 1913-1940 a făcut parte din plasa Ezibei a județului Caliacra, România.

## Demografie
Componența etnică a satului Kozloduiți
     Romi (15,2%)
     Turci (11,75%)
     Bulgari (72,58%)
     Nicio identificare (0,46%)
La recensământul din 2011, populația satului Kozloduiți era de 434 locuitori. Din punct de vedere etnic, majoritatea locuitorilor (72,58%) erau bulgari, existând și minorități de romi (15,2%) și turci (11,75%). Pentru 0,46% din locuitori nu este cunoscută apartenența etnică.